# Kunzea
Kunzea é um género botânico pertencente à família Myrtaceae.